# Joystick (periodico)
Joystick (precedentemente noto come Joystick Hebdo) è stato un periodico francese mensile, dedicato al mondo dei giochi per computer, a partire dai personal computer degli anni novanta come tutte le versioni dell'Amiga. Venne fondato nel 1988 da Marc Andersen, che lo avrebbe però abbandonato nel novembre 1995. Originariamente pubblicato come un settimanale di 32 pagine tra il 1988 e il 1989, dal 1990 divenne un mensile da 148 pagine in su. Inizialmente veniva venduto con uno o più floppy disk e successivamente con diversi CD-ROM e infine, fino ad aprile 2012, un DVD che includeva copie complete di videogioco. Nel 2012, Joystick cessò la sua distribuzione.
Nonostante 80.000 visitatori unici al mese al sito web di Joystick, esso venne chiuso nel marzo 2002 per mancanza di redditività. Riaprì all'inizio del 2008 come sintesi della rivista, comprendente anche le recensioni sui videogiochi e le notizie sui videogiochi; sarebbe stato aggiornato in modo irregolare fino a giugno 2012.

## Storia
Il primo numero di Joystick Hebdo uscì il 9 novembre 1988 e conteneva liste di codici cheat, test di gioco e recensioni.
Ad un certo punto tra novembre 1989 e gennaio 1990, Joystick Hebdo si re-intitolò Joystick e cominciò ad essere pubblicato con cadenza mensile.
Nel giugno 1993, Joystick venne comprata da Hachette Digital Presse. Nel 2003, questa venne comprata a sua volta da Future. In questo tempo, molti autori di Joystick crearono la pubblicazione indipendente Canard PC.
Nel 2011, MER7 (ex Future France) venne liquidata, causando quindi la chiusura di Joystick, il cui ultimo numero uscì il 23 novembre 2012. L'8 febbraio 2013, su decisione del Tribunale di commercio, Anuman Interactive comprò il brand Joystick e annunciò nel marzo di quell'anno Joystick Replay.
Il 17 maggio 2018, ZQSD.fr e Anuman lanciarono una serie di podcast per ricordare il magazine, con interviste a giornalisti e redattori.

## Joystick Replay
Nel marzo 2013, Anuman Interactive annunciò Joystick Replay, un'etichetta videoludica che ripropone vecchi giochi per PC come Darkstone, Fire & Forget, Moto Racer, North Vs South, Prehistorik, Prohibition 1930 e Titan.

## Controversie
Il 3 luglio 2012, nel numero "Summer Special" di quell'anno, Kévin Bitterlin, ex-giornalista di Joystick, scrisse nella recensione del gioco del 2013 di Tomb Raider "Sottoporre una delle figure più iconiche dei videogiochi a tale tortura è semplicemente fantastico. E oserei dire che è piuttosto eccitante." Molte reazioni indignate avviarono un dibattito sul sessismo nei videogiochi in Francia.